# ウィリアム・ディア
ウィリアム・ディア（William Dear、1943年11月30日 - ）は、カナダの映画監督、脚本家。

## 作品

### 映画
- チャンス・ボール
- 罰ゲーム
- レスリー・ニールセン 裸のサンタクロース
- Born to be ワイルド
- エンジェルス
- ティーン・エージェント
- ロケッティア
- ハリーとヘンダスン一家
- 世にも不思議なアメージング・ストーリー
- タイムライダー
- 暴走警察

### テレビドラマ
- 恐竜家族